# TCA-Fällung

Trichloressigsäure

Die TCA-Fällung ist eine biochemische Methode zur Fällung von Proteinen aus einer Lösung mit Hilfe von Trichloressigsäure (TCA).

## Prinzip
Die TCA-Fällung eignet sich aufgrund der geringen Kosten als erster Aufreinigungsschritt im Zuge einer Proteinreinigung, um Proteine und Plasmide von anderen Biomolekülen zu trennen. Die Fällung erfolgt über einen Wasserentzug und den hydrophoben Effekt, weshalb diese Fällung eine Aussalzung von Proteinen aus einer Lösung darstellt. Der typische Massenanteil an TCA bei einer Fällung liegt bei 10 % (m/V). Anschließend folgt eine halbstündige Kühlung auf Eis. Dabei werden die Proteine denaturiert und vollständig ausgefällt. Nach einer Zentrifugation können Reste des TCA durch mehrmaliges Waschen des Niederschlags mit eiskaltem 80 % (V/V) Aceton entfernt werden.  Sie können mit weiteren denaturierenden Methoden untersucht werden, z. B. per Photometrie oder per SDS-PAGE. Eine korrekte Proteinfaltung und somit eine biologische Aktivität ist nach der TCA-Fällung nicht mehr vorhanden.
Alternative Fällungen sind die Ammoniumsulfat-Fällung, die PEG-Fällung, die Ethanolfällung (denaturierend) und die Hitzefällung (denaturierend). Alternative nicht-denaturierende Verfahren sind Chromatographie-basiert.